# Lennon Stella
Lennon Ray Louise Stella (Oshawa, Ontario, Canadá; 13 de agosto de 1999) es una cantante y actriz canadiense. Es conocida por representar a Maddie Conrad en la serie musical Nashville (2012–18). Antes de convertirse en solista en 2018, Stella actuó con su hermana bajo el nombre Lennon & Maisy.
Stella publicó su  debut  Love, Me en 2018. Su álbum de estudio del debut Three. Two. One. fue publicado el 24 de abril de 2020

## Carrera
En enero de 2018, Lennon firmó un contrato de grabación con las discográficas Records y Columbia Records.
En 2018, Lennon participó como invitada en la canción "Polaroid" de Jonas Blue junto a Liam Payne. 
El 16 de noviembre de 2018, Lennon lanzó su EP debut Love,Me que incluía sencillos que previamente había publicado como "Bad", "Breakaway", y "Fortress".
En mayo y junio de 2019, Lennon fue telonera de Anne-Marie en su tour Speak Your Mind. 
Colaboró con The Chainsmokers y Illenium para la canción "Takeaway" la cual fue publicada el 24 de julio de 2019. 
Lennon fue telonera junto con 5 Seconds of Summer en el tour de The Chainsmokers.

## Estilo musical
Lennon Stella es se describe como una cantante pop indie y  pop con un "toque R&B".
Su EP debut es descrito como álbum dance-club.

## Discografía

### Álbumes de estudio
| Título           | Detalles | Posiciones en ranking | Posiciones en ranking | Posiciones en ranking | Posiciones en ranking | Posiciones en ranking |
| Título           | Detalles | CAN                   | NZ                    | ESC                   | Reino Unido           | EE. UU.               |
| ---------------- | --- | --------------------- | --------------------- | --------------------- | --------------------- | --------------------- |
| Three. Two. One. | - Publicado: 24 de abril de 2020 - Discográfica: Registers, Columbia - Formatos: CD, descarga digital, streaming | 10                    | 30                    | 54                    | 91                    | 80                    |

### EP
| Título                               | Detalles | Posiciones en ranking |
| Título                               | Detalles | CAN                   |
| ------------------------------------ | --- | --------------------- |
| Love, Me                             | - Publicado:16 de noviembre de 2018 - Discográfica: Records, Columbia - Formatos: descarga digital, streaming | 60                    |
| Three. Two. One (Alternate Versions) | - Publicado: 7 de agosto de 2020 - Discográfica: Records, Columbia - Formatos: Descarga digital, streaming    | —                     |

## Sencillos

### Como artista principal
| Título                                                                      | Año  | Posiciones en Listas | Posiciones en Listas | Posiciones en Listas | Posiciones en Listas | Posiciones en Listas | Posiciones en Listas | Posiciones en Listas | Posiciones en Listas | Posiciones en Listas | Posiciones en Listas | Certificaciones                      | Álbum            |
| Título                                                                      | Año  | CAN                  | BEL (FL) Tip         | FRA                  | IRE                  | JPN                  | NZ                   | SCO                  | SWI                  | UK                   | US                   | Certificaciones                      | Álbum            |
| --------------------------------------------------------------------------- | ---- | -------------------- | -------------------- | -------------------- | -------------------- | -------------------- | -------------------- | -------------------- | -------------------- | -------------------- | -------------------- | ------------------------------------ | ---------------- |
| "Like Everybody Else"                                                       | 2018 | —                    | —                    | —                    | —                    | —                    | —                    | —                    | —                    | —                    | —                    |                                      | Sin álbum        |
| "Bad"                                                                       | 2018 | —                    | —                    | —                    | —                    | —                    | —                    | —                    | —                    | —                    | —                    | - MC: Oro                            | Love, Me         |
| "Polaroid" (con Jonas Blue & Liam Payne)                                    | 2018 | —                    | 29                   | 183                  | 22                   | 63                   | —                    | 3                    | 96                   | 12                   | —                    | - MC: Platino - BPI: Oro - FIMI: Oro | Blue & LP1       |
| "Breakaway"                                                                 | 2018 | —                    | —                    | —                    | —                    | —                    | —                    | —                    | —                    | —                    | —                    |                                      | Love, Me         |
| "La Di Da"                                                                  | 2018 | 49                   | —                    | —                    | —                    | —                    | —                    | —                    | —                    | —                    | —                    | - MC: Platino                        | Love, Me         |
| "Feelings"                                                                  | 2018 | —                    | —                    | —                    | —                    | —                    | —                    | —                    | —                    | —                    | —                    |                                      | Love, Me         |
| "Bitch (Takes One to Know One)"                                             | 2019 | —                    | —                    | —                    | —                    | —                    | —                    | —                    | —                    | —                    | —                    |                                      | Sin álbum        |
| "Kissing Other People"                                                      | 2019 | 60                   | —                    | —                    | —                    | —                    | —                    | —                    | —                    | —                    | —                    | - MC: Platino                        | Three. Two. One  |
| "Golf on TV" (con JP Saxe)                                                  | 2020 | —                    | —                    | —                    | —                    | —                    | —                    | —                    | —                    | —                    | —                    |                                      | Three. Two. One  |
| "Jealous"                                                                   | 2020 | —                    | —                    | —                    | —                    | —                    | —                    | —                    | —                    | —                    | —                    |                                      | Three. Two. One  |
| "Fear of Being Alone"                                                       | 2020 | —                    | —                    | —                    | —                    | —                    | —                    | —                    | —                    | —                    | —                    |                                      | Three. Two. One  |
| "Older Than I Am"                                                           | 2020 | —                    | —                    | —                    | —                    | —                    | —                    | —                    | —                    | —                    | —                    |                                      | Three. Two. One  |
| "Summer Feelings" (con Charlie Puth)                                        | 2020 | 96                   | —                    | —                    | —                    | —                    | —                    | 72                   | —                    | 79                   | —                    | - MC: Oro                            | Scoob! The Album |
| "Every Time You Go Away" (con Kevin Garrett)                                | 2020 | —                    | —                    | —                    | —                    | —                    | —                    | —                    | —                    | —                    | —                    |                                      | Sin álbum        |
| "Fancy"                                                                     | 2021 | —                    | —                    | —                    | —                    | —                    | —                    | —                    | —                    | —                    | —                    |                                      | TBA              |
| "Bubble"                                                                    | 2021 | —                    | —                    | —                    | —                    | —                    | —                    | —                    | —                    | —                    | —                    |                                      | TBA              |
| "Hey Beautiful"                                                             | 2022 | —                    | —                    | —                    | —                    | —                    | —                    | —                    | —                    | —                    | —                    |                                      | Sin álbum        |
| "Thank You"                                                                 | 2022 | —                    | —                    | —                    | —                    | —                    | —                    | —                    | —                    | —                    | —                    |                                      | Sin álbum        |
| "Merry Christmas, Darling"                                                  | 2022 | —                    | —                    | —                    | —                    | —                    | —                    | —                    | —                    | —                    | —                    |                                      | Sin álbum        |
| "—" denota que el sencillo no se lanzó o no se posicionó en ese territorio. |      |                      |                      |                      |                      |                      |                      |                      |                      |                      |                      |                                      |                  |

### Como artista Invitada
| Título                                                     | Año  | Posiciones en Listas | Posiciones en Listas | Posiciones en Listas | Posiciones en Listas | Posiciones en Listas | Posiciones en Listas | Posiciones en Listas | Posiciones en Listas | Posiciones en Listas | Posiciones en Listas | Certificaciones | Álbum                    |
| Título                                                     | Año  | CAN                  | AUS                  | FRA                  | GER                  | IRE                  | NOR                  | SWE                  | SWI                  | UK                   | US                   | Certificaciones | Álbum                    |
| ---------------------------------------------------------- | ---- | -------------------- | -------------------- | -------------------- | -------------------- | -------------------- | -------------------- | -------------------- | -------------------- | -------------------- | -------------------- | --------------- | ------------------------ |
| "Takeaway" (The Chainsmokers & Illenium con Lennon Stella) | 2019 | 31                   | 32                   | 136                  | 30                   | 41                   | 14                   | 38                   | 36                   | 64                   | 69                   | - ARIA: Platino | World War Joy and Ascend |
| "Light Year" (Adam Melchor con Lennon Stella)              | 2021 | —                    | —                    | —                    | —                    | —                    | —                    | —                    | —                    | —                    | —                    |                 | Sin álbum                |

### Sencillos Promocionales
| Título                                                           | Año  | Álbum        |
| ---------------------------------------------------------------- | ---- | ------------ |
| "Happy Xmas (War Is Over)" (con Marc Scibilia)                   | 2016 | Sin álbum    |
| "Workin' On It" (Meghan Trainor con Lennon Stella & Sasha Sloan) | 2019 | Treat Myself |

### Otras Apariciones
| Título          | Año  | Álbum                                                            |
| --------------- | ---- | ---------------------------------------------------------------- |
| "Love Can Kill" | 2019 | For the Throne: Music Inspired by the HBO Series Game of Thrones |
| "Hey Beautiful" | 2022 | Hey Beautiful (from How I Met Your Father)                       |

## Videos Musicales
| Título                          | Año                    | Otros artistas             | Director               | Ref.                   |
| Como artista Principal          | Como artista Principal | Como artista Principal     | Como artista Principal | Como artista Principal |
| ------------------------------- | ---------------------- | -------------------------- | ---------------------- | ---------------------- |
| "Bad"                           | 2018                   | Desconocido                | Blythe Thomas          | [ 51 ]                 |
| "Polaroid"                      | 2018                   | Jonas Blue, Liam Payne     | Jay Martin             | [ 52 ]                 |
| "Breakaway"                     | 2018                   | Desconocido                | Gus Black              | [ 53 ]                 |
| "La Di Da"                      | 2018                   | Desconocido                | Desconocido            | [ 54 ]                 |
| "Feelings"                      | 2018                   | Desconocido                | Blythe Thomas          | [ 55 ]                 |
| "Bitch (Takes One to Know One)" | 2019                   | Desconocido                | Drew Kirsch            | [ 56 ]                 |
| "Kissing Other People"          | 2020                   | Desconocido                | Sean Matsuyama         | [ 57 ]                 |
| "Jealous"                       | 2020                   | Desconocido                | Alex Nicholson         | [ 58 ]                 |
| "Fear of Being Alone"           | 2020                   | Desconocido                | CeCe Dawson            | [ 59 ]                 |
| "Older Than I Am"               | 2020                   | Desconocido                | Desconocido            | [ 60 ]                 |
| Como artista Invitada           |                        |                            |                        |                        |
| "Takeaway"                      | 2019                   | The Chainsmokers, Illenium | Jeremiah Davis         | [ 61 ]                 |

## Giras musicales

### Como artista principal
- Love, Me Tour (2019)[62]
- Lennon Stella: En concierto (2019–20)[63][64][65]
- Three. Two. One: The Tour (2020)[66]

### Festivales
- Lollapalooza (2019)[67]
- Bonnaroo Music Festival (2020)[68]

### Como telonera
- Speak Your Mind Tour – Anne-Marie (2019)[69]
- World War Joy Tour– The Chainsmokers (2019)[70]

## Filmografía
| Título    | Año     | Rol           | Notas                                                                                   |
| --------- | ------- | ------------- | --------------------------------------------------------------------------------------- |
| Nashville | 2012–18 | Maddie Conrad | Personaje recurrente (Temporada 1); Personaje principal (Temporadas 2–6); 105 episodios |